# Сухопутні війська Мексики
Мексиканська армія (ісп. Ejército Mexicano), або Сухопутні війська Мексики — наземно-повітряний компонент, найбільший за чисельністю вид збройних сил Мексики, призначений для ведення активних бойових дій на сухопутних театрах воєнних дій. Разом з іншими двома видами збройних сил — військово-морськими і повітряними силами, а також морською піхотою становить кістяк збройних сил Мексиканських Сполучених Штатів. Хоча з XIX століття мексиканська армія брала участь у кількох бойових операціях за межами території Мексики обмеженими силами, вона продовжує грати активну роль як сила внутрішньої безпеки.

## Зміст
Мексиканська армія підпорядковується Секретаріату національної оборони або SEDENA, який очолюється міністром національної оборони — одночасно членом центрального уряду та (єдиним) чотиризірковим генералом. Його колегою, що очолює мексиканський флот, є міністр військово-морських сил, який є членом центрального уряду та єдиним чотиризірковим адміралом.

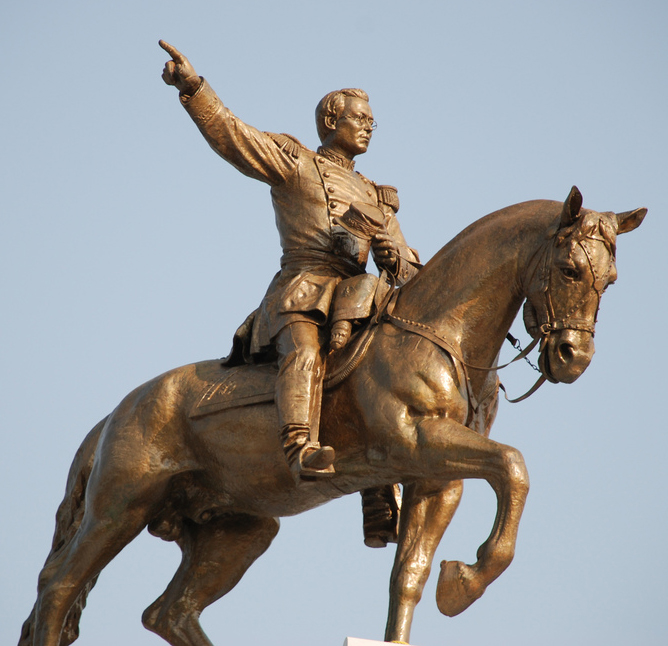
Монумент мексиканського військовому лідеру та герою Ігнасіо Сарагоса

Секретаріат національної оборони складається з трьох компонентів: національного штабу, територіальних командувань і незалежних підрозділів. Міністр національної оборони делегує загальне командування армією через офіс командувача армією, дивізійного генерала, який керує видом через централізовану систему командування та генеральних офіцерів. Армія використовує модифіковану континентальну систему комплектування своїх штабів. Повітряні сили Мексики є окремим видом у підпорядкуванні SEDENA.
Набір особового складу до мексиканської армії відбувається на основі загального призову, якому підлягають громадяни держави чоловічої статі, які досягли встановленого законом віку: у віці від 18 до 21 року, при наявності повної середньої освіти, і від 22 років, якщо здобута вища освіта. Набір після 22 років у регулярній армії не проводиться; ці призовники прибувають на допоміжні посади. Станом на 2009 рік початкова зарплата для новобранців в мексиканській армії становила 6000 мексиканських песо (500 доларів США) на місяць з довічною місячною пенсією в розмірі 10 000 песо (приблизно 833 долари США) для вдів солдатів, загиблих у бою.
Основними формуваннями мексиканської армії є 10 піхотних бригад і ряд окремих полків і піхотних батальйонів. Основні бойові формування армії об'єднані в три корпуси, кожен з яких складається з трьох-чотирьох піхотних бригад (плюс інші частини), усі вони базуються в Мехіко та його околицях та столичному районі. На відміну від бригадних з'єднань, окремі полки та батальйони приписані до зональних гарнізонів (всього 52) у кожному з 12 військових регіонів країни. Піхотні батальйони, що складаються приблизно з 300—350 військовослужбовців, як правило, розгортаються в кожній зоні, а в певних зонах дислокуються додатковий моторизований кавалерійський або артилерійський полк.

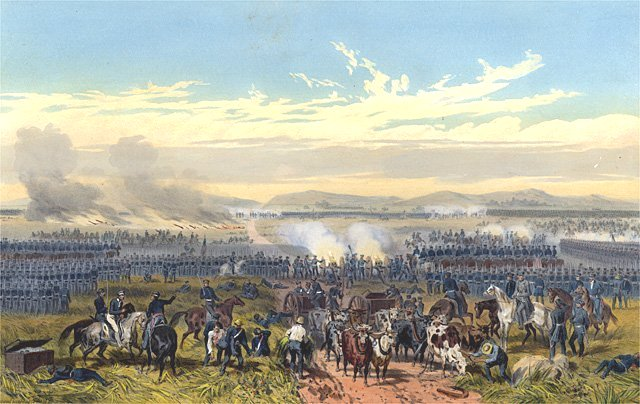
Битва при Пало-Альто. Американо-мексиканська війна

Організація Територіального командування мексиканської армії включає дванадцять військових регіонів (ісп. Regiónes militares (RM)). Кожним військовим регіоном командує тризірковий генерал у званні дивізійного генерала Генерального штабу (ісп. General de División Diplomado de Estado Mayor). Нижче військових регіонів знаходяться сорок шість військових зон (ісп. Zónas militares (ZM)). Кожною військовою зоною керує двозірковий генерал, у званні генерала бригади Генерального штабу (ісп. General de Brigada Diplomado de Estado Mayor). Оперативні потреби визначають кількість зон у кожному регіоні з відповідним збільшенням і зменшенням чисельності військ. Кожен командувач військового району призначається та звільняється з посади командувачем армії.

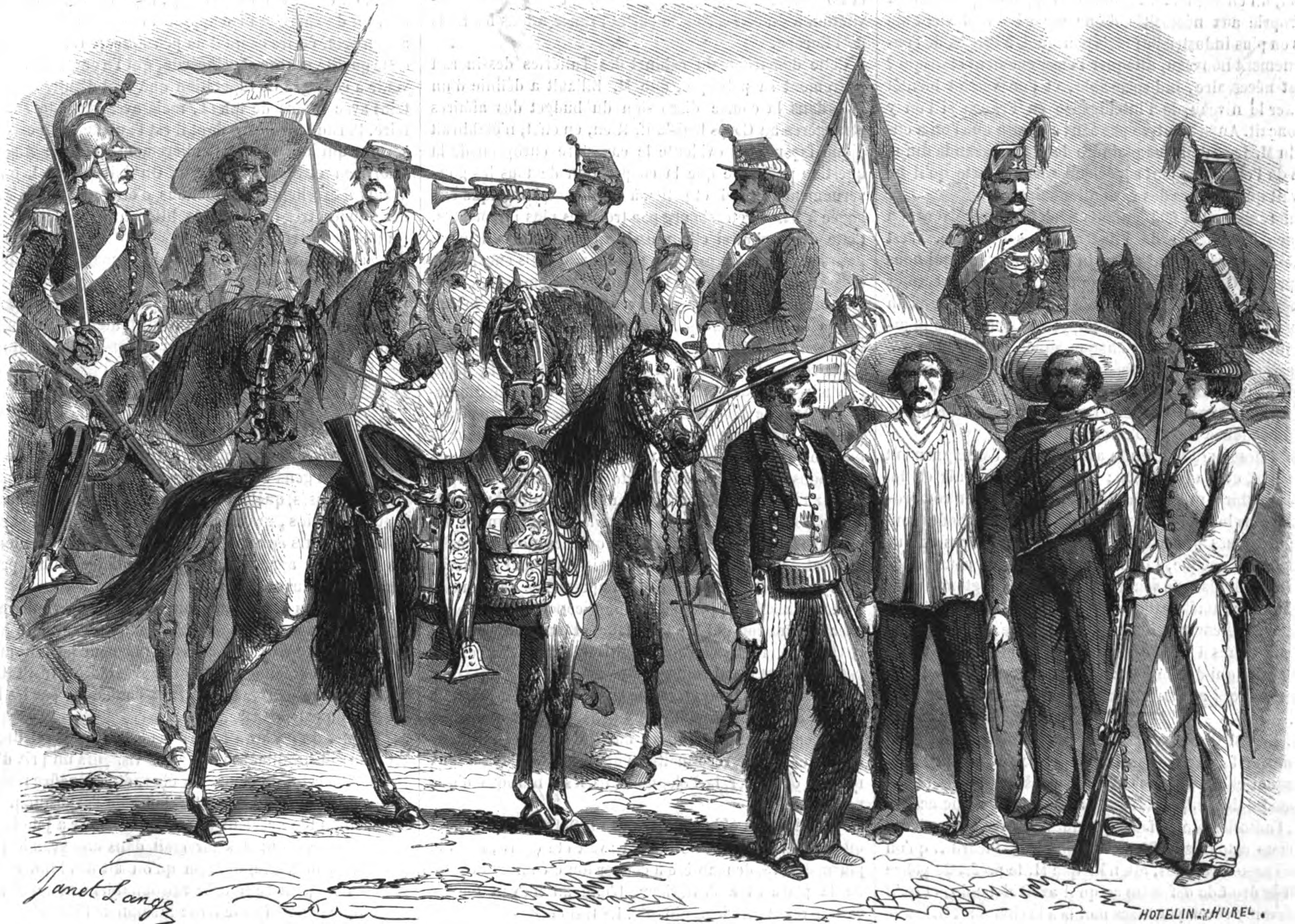
Солдати мексиканської армії. 1863

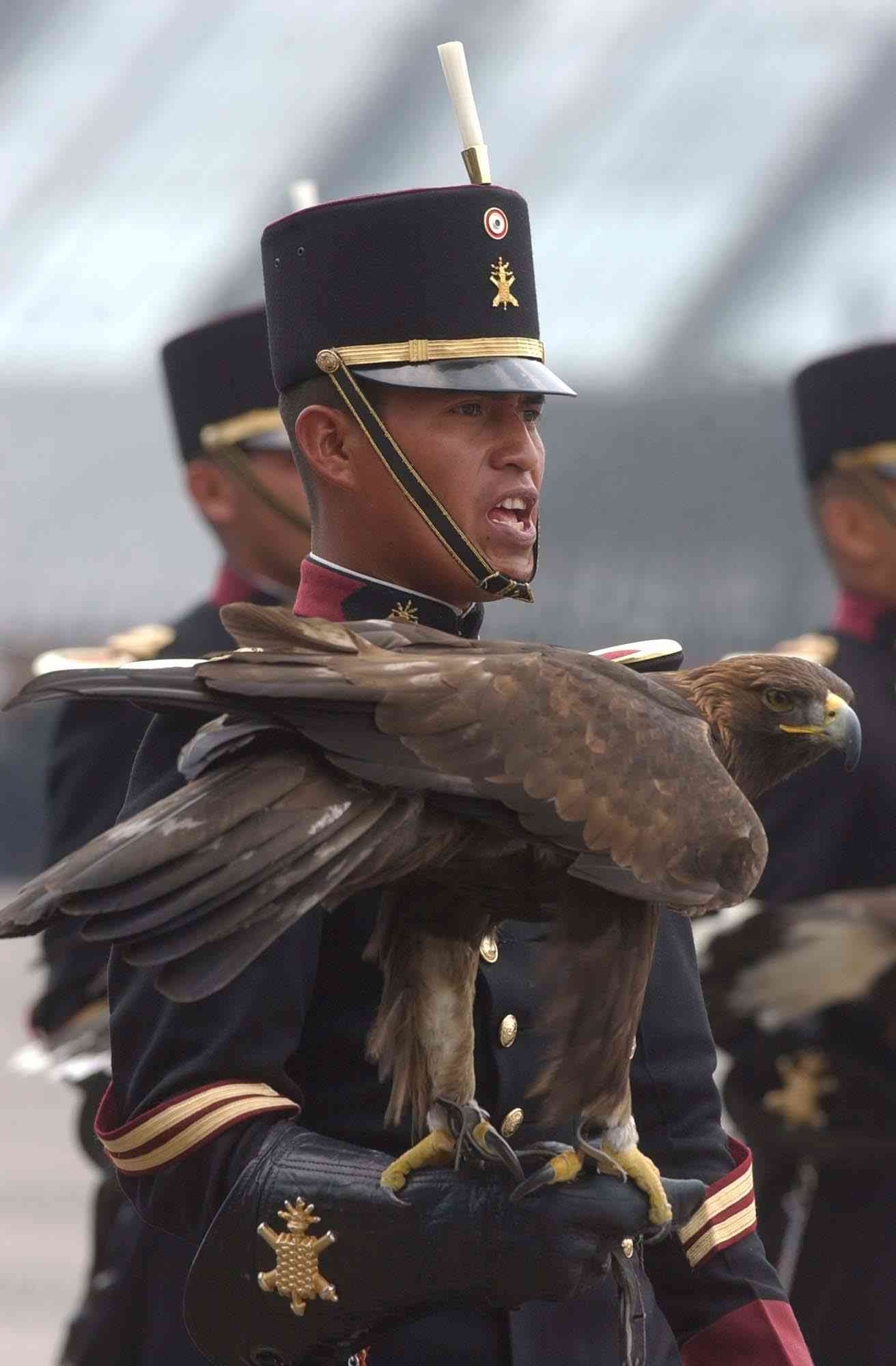
Мексиканський кадет з символом армії — золотим орлом — на руці під час параду. 2004

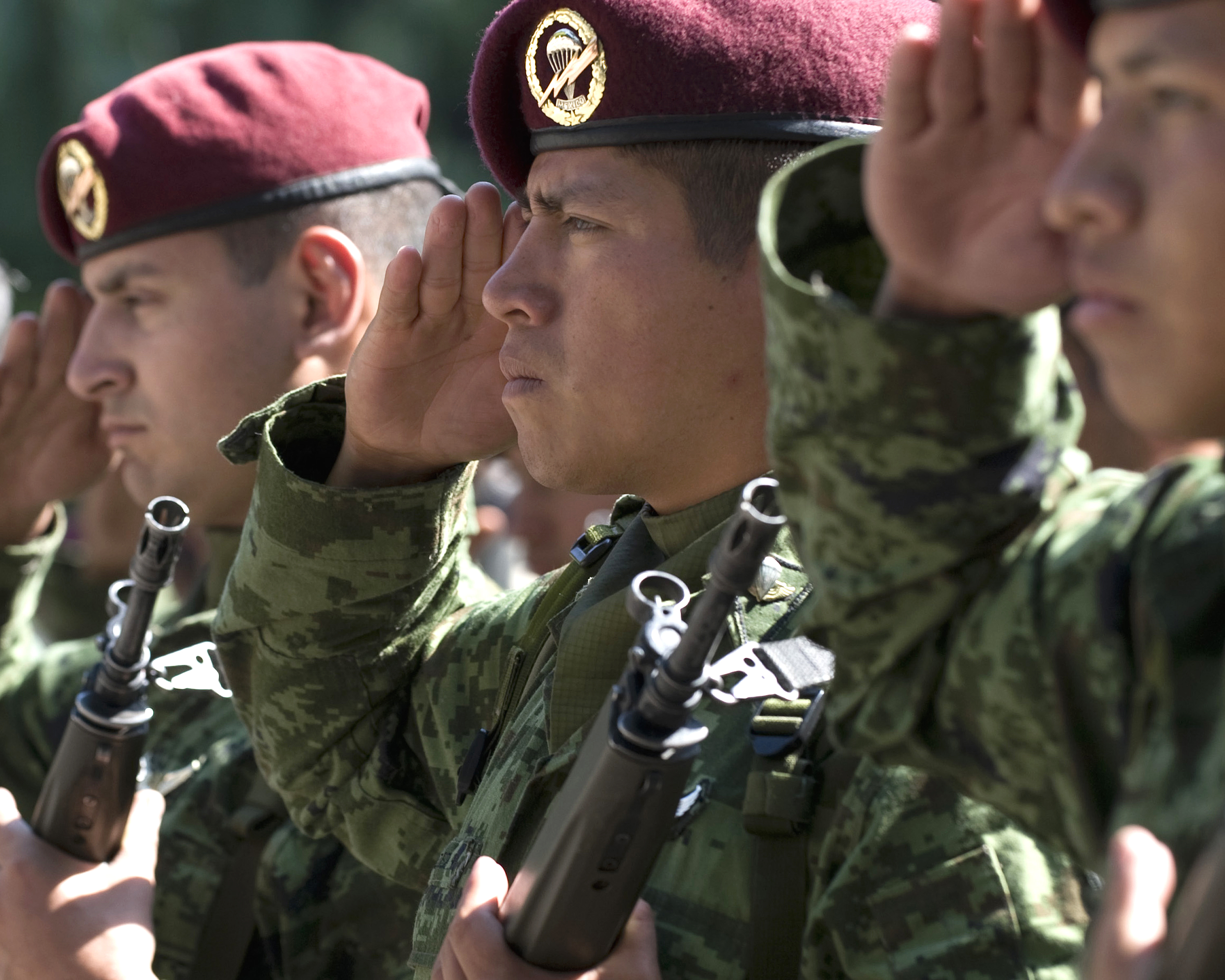
Десантники мексиканської армії. 2009

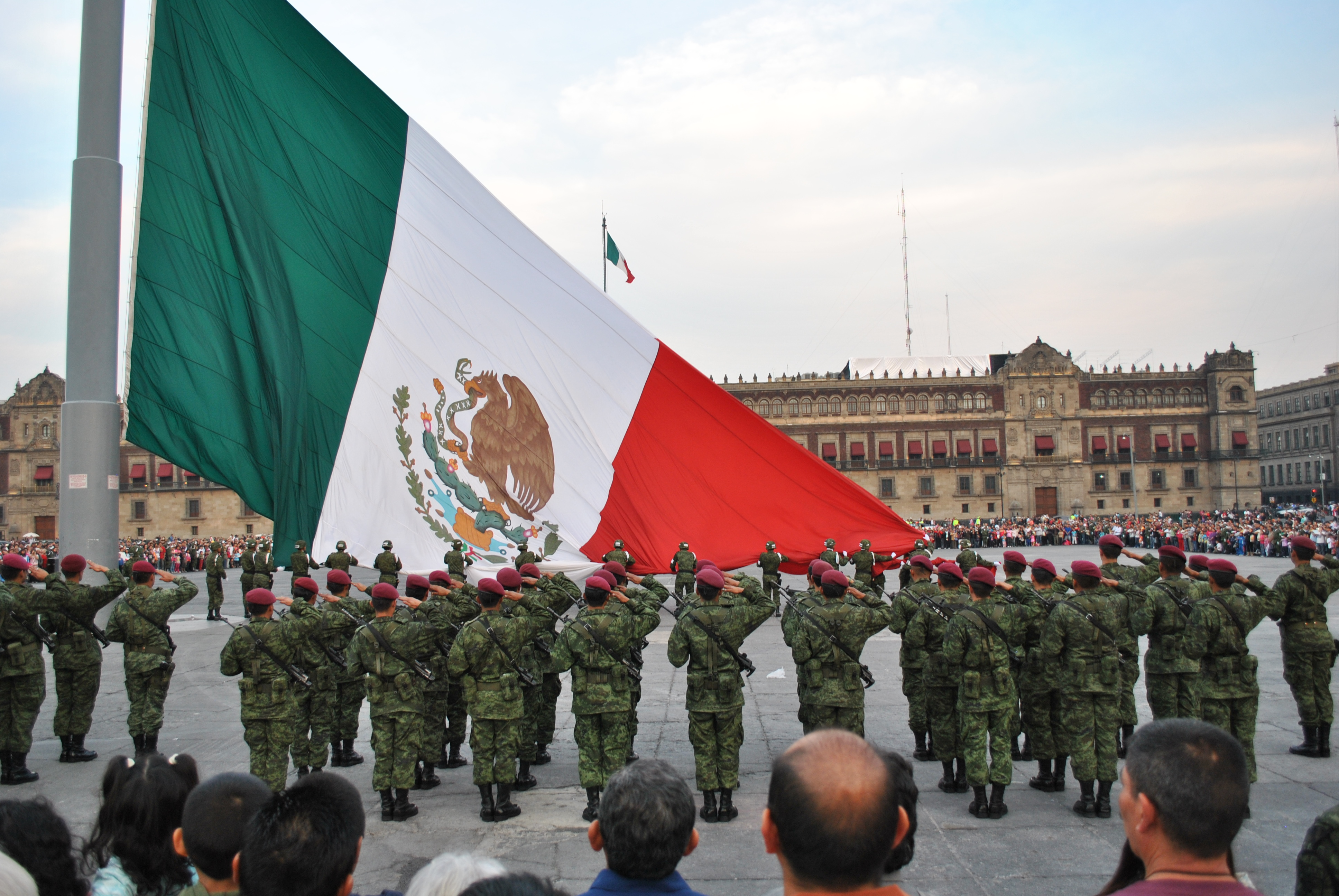
Щоденна урочиста церемонія зі спуску державного прапора армійським парадним розрахунком. 21 січня 2012

Зазвичай за рекомендацією міністра оборони старший командир зони також є командувачем військового регіону, що містить військову зону. Командувач військової зони має юрисдикцію над кожним підрозділом, що діє на його території, включаючи сільські оборонні сили (ісп. Rurales), які іноді були федеральною політичною противагою владі губернаторів штатів. Командири зон надають міністру національної оборони розвідувальні відомості про соціально-політичні умови в сільській місцевості. Крім того, вони традиційно діють у координації із Секретаріатом національної оборони (SEDENA) щодо планування та розгортання ресурсів.
| Військова зона | Штаб-квартира | Прим. |
| Перший військовий регіон (I Región militar) Мехіко Відповідає за столицю Мехіко-сіті та штати Мехіко, Ідальго і Морелос.                  | Перший військовий регіон (I Región militar) Мехіко Відповідає за столицю Мехіко-сіті та штати Мехіко, Ідальго і Морелос. | Перший військовий регіон (I Región militar) Мехіко Відповідає за столицю Мехіко-сіті та штати Мехіко, Ідальго і Морелос. |
| --- | --- | --- |
| 1-ша військова зона (1/a. Z.M.) | Такубая, Мехіко | |
| 18-та військова зона (18/a. Z.M.) | Пачука-де-Сото | |
| 22-га військова зона (22/a. Z.M.) | Санта Марія, Мехіко | |
| 24-та військова зона (24/a. Z.M.) | Куернавака | |
| 37-ма військова зона (37/a. Z.M.) | Міжнародний аеропорт Феліпе Анхелес                                                                                      | |
| Другий військовий регіон (II Región militar) Мехікалі, Баха-Каліфорнія Відповідає за штати Баха-Каліфорнія, Баха-Каліфорнія-Сур і Сонора. | | |
| 2-га військова зона (2/a. Z.M.) | Тіхуана | |
| 3-тя військова зона (3/a. Z.M.) | Ла-Пас | |
| 4-та військова зона (4/a. Z.M.) | Ермосійо | |
| 40-ва військова зона (40/a. Z.M.) | Герреро-Негро | |
| 45-та військова зона (45/a. Z.M.) | Ногалес | |
| Третій військовий регіон (III Región militar) Масатлан Відповідає за штати Сіналоа і Дуранго.                                             | | |
| 9-та військова зона (9/a. Z.M.) | Кульякан | |
| 10-та військова зона (10/a. Z.M.) | Вікторія-де-Дуранго | |
| Четвертий військовий регіон (IV Región militar) Монтеррей Відповідає за штати Нуево-Леон, Сан-Луїс-Потосі і Тамауліпас.                   | | |
| 7-ма військова зона (7/a. Z.M.) | Аподака | |
| 8-ма військова зона (8/a. Z.M.) | Рейноса | |
| 12-та військова зона (12/a. Z.M.) | Сан-Луїс-Потосі | |
| П'ятий військовий регіон (V Región militar) Гвадалахара Відповідає за штати Агуаскальєнтес, Коліма, Халіско, Наярит і Сакатекас.          | | |
| 11-та військова зона (11/a. Z.M.) | Гвадалупе | |
| 13-та військова зона (13/a. Z.M.) | Тепік | |
| 14-та військова зона (14/a. Z.M.) | Агуаскальєнтес | |
| 15-та військова зона (15/a. Z.M.) | Сапопан | |
| 20-та військова зона (20/a. Z.M.) | Коліма | |
| 41-ша військова зона (41/a. Z.M.) | Пуерто-Вальярта | |
| Шостий військовий регіон (VI Región militar) Веракрус Відповідає за штати Пуебла, Тласкала і Веракрус.                                    | | |
| 19-та військова зона (19/a. Z.M.) | Тукспан | |
| 23-тя військова зона (23/a. Z.M.) | Панотла | |
| 25-та військова зона (25/a. Z.M.) | Пуебла | |
| 26-та військова зона (26/a. Z.M.) | Ленчеро | |
| 29-та військова зона (29/a. Z.M.) | Мінатітлан | |
| Сьомий військовий регіон (VII Región militar) Тустла-Ґутьєррес Відповідає за штати Чіапас і Табаско.                                      | | |
| 30-та військова зона (30/a. Z.M.) | Вільяермоса | |
| 31-ша військова зона (31/a. Z.M.) | Ранчо Нуєво, Чіапас | |
| 36-та військова зона (36/a. Z.M.) | Тапачула | |
| 38-ма військова зона (38/a. Z.M.) | Теносік | |
| 39-та військова зона (39/a. Z.M.) | Окосінго | |
| Восьмий військовий регіон (VIII Región militar) Ікскотель Відповідає за штат Оахака.                                                      | | |
| 28-ма військова зона (28/a. Z.M.) | Ікскотель | |
| 44-та військова зона (44/a. Z.M.) | М'яуатлан-де-Порфіріо-Діас                                                                                               | |
| 46-та військова зона (46/a. Z.M.) | Сьюдад-Істепек | |
| Дев'ятий військовий регіон (IX Región militar) Чильпансінго-де-лос-Браво Відповідає за штат Герреро.                                      | | |
| 27-ма військова зона (27/a. Z.M.) | Пі де ла Куеста | |
| 35-та військова зона (35/a. Z.M.) | Чильпансінго-де-лос-Браво                                                                                                | |
| Десятий військовий регіон (X Región militar) Мерида Відповідає за штати Кампече, Кінтана-Роо і Юкатан.                                    | | |
| 32-га військова зона (32/a. Z.M.) | Вальядолід | |
| 33-тя військова зона (33/a. Z.M.) | Кампече | |
| 34-та військова зона (34/a. Z.M.) | Четумаль | |
| Одинадцятий військовий регіон (XI Región militar) Торреон Відповідає за штати Чіуауа і Коауїла.                                           | | |
| 5-та військова зона (5/a. Z.M.) | Чіуауа | |
| 6-та військова зона (6/a. Z.M.) | Сальтільйо | |
| 42-га військова зона (42/a. Z.M.) | Ідальго дель Паррал (муніципалітет)                                                                                      | |
| Дванадцятий військовий регіон (XII Región militar) Ірапуато Відповідає за штати Гуанахуато, Мічоакан і Керетаро.                          | | |
| 16-та військова зона (16/a. Z.M.) | Сарабія | |
| 17-та військова зона (17/a. Z.M.) | Сантьяго-де-Керетаро | |
| 21-ша військова зона (21/a. Z.M.) | Морелія | |
| 43-тя військова зона (43/a. Z.M.) | Апацінган | |

## Військові звання Сухопутних військ Мексики
| Офіцерський корпус                             | Офіцерський корпус                          | Офіцерський корпус                        | Офіцерський корпус                      | Офіцерський корпус     | Офіцерський корпус                 | Офіцерський корпус | Офіцерський корпус                  | Офіцерський корпус                  | Офіцерський корпус      | Офіцерський корпус             |
| Генерал ісп. Secretario de la defensa nacional | дивізійний генерал ісп. General de división | бригадний генерал ісп. General de brigada | генерал-бригадир ісп. General brigadier | полковник ісп. Coronel | підполковник ісп. Teniente coronel | майор ісп. Mayor   | перший капітан ісп. Capitán primero | другий капітан ісп. Capitán segundo | лейтенант ісп. Teniente | суб-лейтенант ісп. Subteniente |
| OF-9                                           | OF-8                                        | OF-7                                      | OF-6                                    | OF-5                   | OF-4                               | OF-3               | OF-2b                               | OF-2a                               | OF-1b                   | OF-1a                          |
| ---------------------------------------------- | ------------------------------------------- | ----------------------------------------- | --------------------------------------- | ---------------------- | ---------------------------------- | ------------------ | ----------------------------------- | ----------------------------------- | ----------------------- | ------------------------------ |
| Генерал                                        |                                             |                                           |                                         |                        | Lieutenant Colonel                 | Major              | First Captain                       | Second Captain                      | First Lieutenant        | Sub-Lieutenant                 |

|  |  |  |  |  |